# Синицын, Фёдор Семёнович
Фёдор Семёнович Сини́цын (1918—1944) — лейтенант Рабоче-крестьянской Красной Армии, участник Великой Отечественной войны, Герой Советского Союза (1945).

## Биография
Фёдор Синицын родился 12 сентября 1918 года в селе Лакаш (ныне — Спасский район Рязанской области). Русский. После окончания восьми классов школы заведовал клубом. В 1939 году Синицын был призван на службу в Рабоче-крестьянскую Красную Армию. Окончил курсы младших лейтенантов. С августа 1942 года — на фронтах Великой Отечественной войны.
К апрелю 1944 года лейтенант Фёдор Синицын командовал взводом 1179-го стрелкового полка 347-й стрелковой дивизии 2-й гвардейской армии 4-го Украинского фронта. Отличился во время освобождения Крыма. 25 апреля 1944 года взвод Синицына успешно захватил важный вражеский опорный пункт на высоте у села Бельбек в 7 километрах к северу от Севастополя, после чего удержал её до подхода основных сил, отбив шестнадцать немецких контратак. 27 апреля 1944 года Синицын погиб в бою. Похоронен в селе Айвовое Бахчисарайского района Крыма.
Указом Президиума Верховного Совета СССР от 24 марта 1945 года за «образцовое выполнение боевых заданий командования на фронте борьбы с немецкими захватчиками и проявленные при этом отвагу и геройство» лейтенант Фёдор Синицын посмертно был удостоен высокого звания Героя Советского Союза. Также посмертно был награждён орденом Ленина.